# Delilah (Queen)
Delilah is een nummer van de Britse rockgroep Queen en het negende nummer van het album Innuendo uit 1991. Het werd geschreven door zanger Freddie Mercury. Het nummer werd alleen in Thailand op single uitgebracht, een jaar na het overlijden van Mercury.
Mercury schreef het nummer over zijn favoriete schildpadkat, Delilah genaamd. Het was een van de eerste nummers van het album dat was afgemaakt. Gitarist Brian May nam zijn gitaarsolo op door middel van een talkbox. Drummer Roger Taylor vond het nummer niks en gaf alleen toestemming voor het gebruik van het nummer op het album op aandringen van Mercury.

## Personeel
- Freddie Mercury: lead- en achtergrondzang, piano, keyboard, drumprogrammering
- Brian May: gitaar
- John Deacon: basgitaar